# 日本語の表記体系
日本語の表記体系（にほんごのひょうきたいけい）では、日本語の文章等を文字によって表記する為の系統的な方法について解説する。本項目では現代日本語の表記体系とその歴史を扱っている。日本語の概略に関しては日本語を参照。

## 概要
現代の日本語では、主に以下の3種類の文字体系が用いられる。
| 漢字 | 漢字               | 中国を起源とする表語文字である。国字と呼ばれる日本で造られた漢字も追加されている。 |
| 仮名 | 平仮名（ひらがな） | 漢字の草書体より日本で作られた表音文字（音節文字）である。                         |
| 仮名 | 片仮名（カタカナ） | 漢字の一部を省略表記して日本で作られた表音文字（音節文字）である。                 |

これらの文字を併用して表記された文章が仮名交（かなまじり）または仮名交文（かなまじりぶん）と呼ばれる、現在の日本での標準的な文章である。これは、「それまで公式とされた漢文に、仮名が交じっている」という意味だが、漢字とかなの併用が標準となった現代ではかえって読みにくく、また意味が掴みにくい。そのため、送り仮名をつけた「仮名交じり文」や更に漢字との併用であることを明記した「漢字仮名交じり文」といった表現で示される場合がある。
ローマ由来のアルファベット（ラテン文字）を用いて日本語を表記することもでき、日本ではローマ字と呼ばれる。個々のラテン文字を、イニシャルや略号として、漢字・かなと併用して記すことは普通に行われているが、母語話者が文章全体をローマ字で記すことは稀である。
一例として朝日新聞のニュース記事（2004年4月19日）の見出しを次に示す。ここでは上記4種類の文字システムがすべて用いられている。漢字は太字オレンジ、ひらがなは青、カタカナは緑、ラテン文字とアラビア数字は下線灰色で示す：
ラドクリフ、マラソン五輪代表に1万m出場にも含み
日本語で書かれた単語の例を以下にいくつか示す：
|      |          | 文字     | 文字     | 文字     | ローマ字転写 ヘボン式 |
| 漢字 | ひらがな | カタカナ |          |          | ローマ字転写 ヘボン式 |
| ---- | -------- | -------- | -------- | -------- | --------------------- |
| 語種 | 大和言葉 | 私       | わたし   | ワタシ   | watashi               |
| 語種 | 漢語     | 金魚     | きんぎょ | キンギョ | kingyo                |
| 語種 | 外来語   | 煙草     | たばこ   | タバコ   | tabako                |

日本語辞典（いわゆる国語辞典）での単語の配列法は第一に漢字ではなく、表音文字である仮名を基盤とする。ローマ字で書かれる単語も例外ではなく、その場合見出しは片仮名による。仮名の配列には「五十音順」と「いろは順」の2種類がある。後者は古式でありこれに従う辞典はかつて存在したが、現在ではもはや存在しない。ここで同音異義語である漢語の配列が問題になる。この点、漢字は総画数、部首によって配列されている。
他方、漢和辞典では漢字は部首、画数の順に配列されており、漢字ごとにその字で始まる漢語が、漢字を見出しとして、その読み方の五十音順に配列されている。詳しくは該当項目を参照。

## 文字種の使い分け

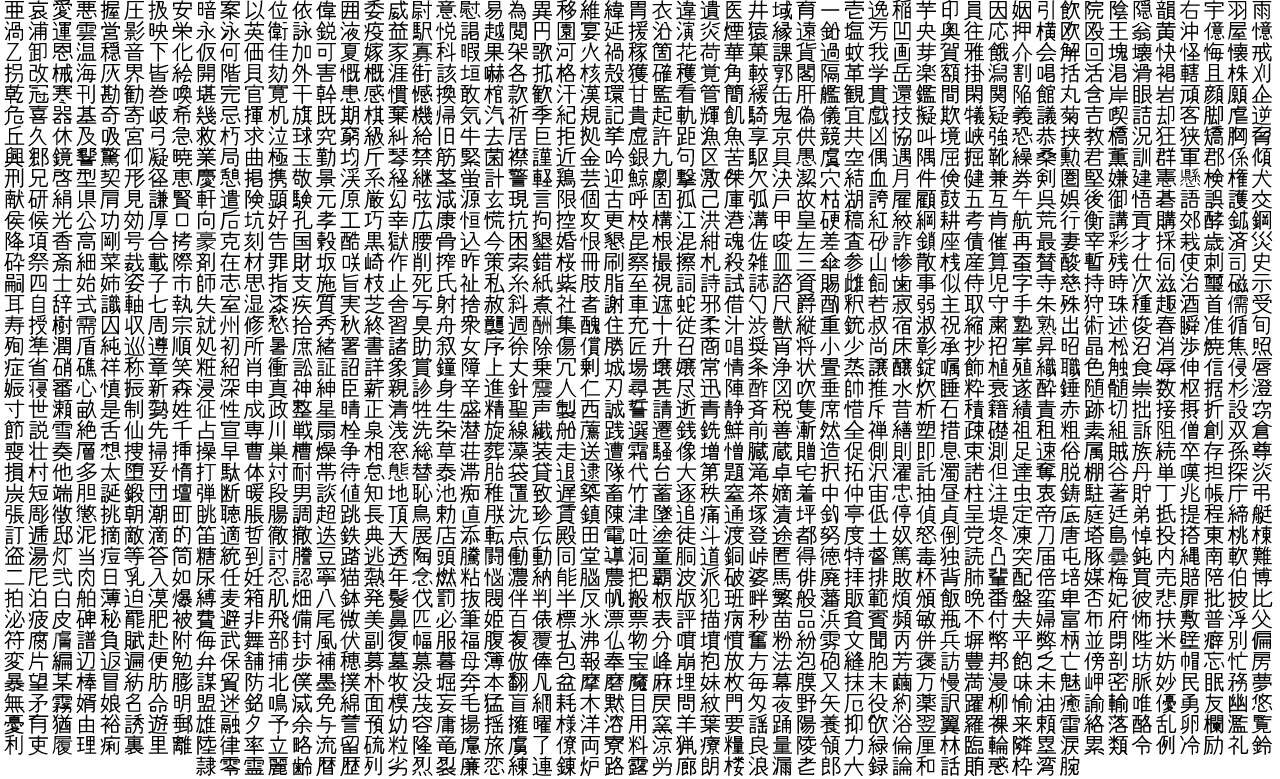
常用漢字表

ひらがな表

カタカナ表

大部分の日本語文は漢字とひらがなで書かれ、一部にカタカナが混在して使用される。

### 漢字が使われる事例
- 名詞
- 代名詞
- 形容詞と動詞の語幹
- 漢字文化圏の人名や地名

等である。

### 仮名が使われる事例

#### ひらがな
- 形容詞と動詞の活用語尾（送り仮名）
- 助詞
- 漢字を持たない、あるいは漢字では読みづらい日本語の単語
- 漢字の読み方の指示（振り仮名）

等である。

#### カタカナ
- 外来語
  - 外国の単語、名前
- 擬音語
- 強調。英文ではイタリック体で書くような場面
- 技術、科学用語（生物の名前。「ヒト」、「ネコ」等）

等である。生物名のカタカナ表記の起源については和名を参照。

### ローマ字が使われる事例

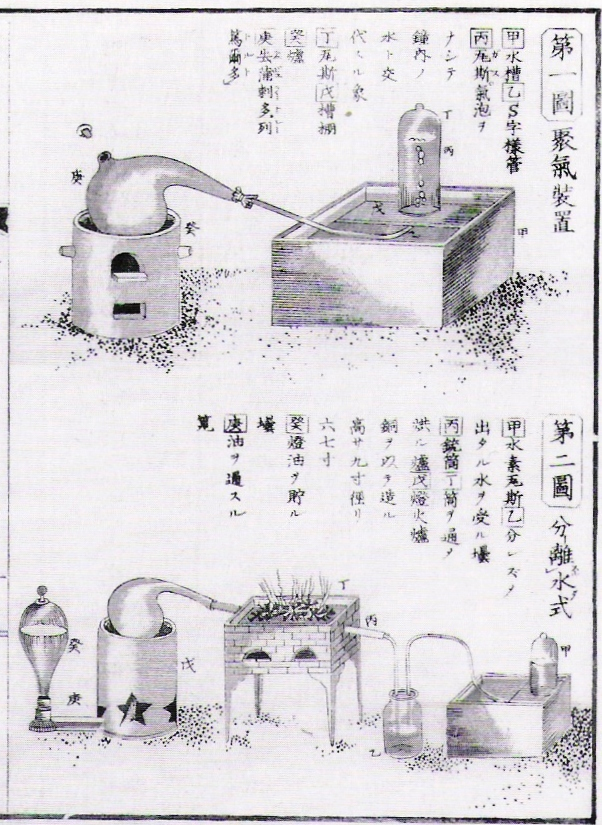
宇田川榕菴が著した「舎密開宗」の化学実験図。日本語の文章に、「S字様管」とアルファベットが混ざっている。

- アクロニム、イニシャル、俗語。例えばON砲など。
- 日本国外で通用するように意図した場合。例えば名刺やパスポートの名前など。
- 会社名、ブランド名、製品名等。日本国内外問わず用いられる。
- 日本語の文脈中にいきなり外国の単語やフレーズを挿入する場合。日本人向け民生品の宣伝など。
- 専門用語、学名、単位、区分。
- 日本発の文化や言葉の国際化を強調したいとき。TSUNAMI、SUSHIなど。

等である。ローマ字で日本語の単語を転写表記する例は、こうした意味合いがない限り、滅多に無い。

### 例外
上記の規則には多くの例外がある。例えば日本人の名前には漢字、ひらがな、カタカナの全てが用いられることがある。姓についても、大和民族の姓は漢字が殆どであるが、「一ノ瀬」などの様に一部カタカナが含まれる姓もある。また、姓の全てがカタカナ表記というケースもある（平成以降日本に帰化した人の一部など）。
加えて、横書きの文書ではアラビア数字が普通は用いられる。ラテン文字はアクロニムや国際単位系の単位等に用いられる。

### 文字種の意図的な選択
ひらがな、カタカナのいずれでも、全ての日本語の単語を表記することができる。ローマ字でも"書く"ことは客観的に可能であるが、あくまでも音写でしかない。また、殆どの単語には漢字表記がある。どの文字種を用いるかは文体・文脈・個人の好みなど多くの要因によって決まる。つまり音声的に同一の語句・文に対して多くの表記があるので、日本語には欧米の言語の様な厳密な正書法は存在しない。
漢字表記によって異なる意味を表す場合もある（「熱い」「厚い」、「好み」「木の実」等）。場合によっては漢字の書き分けが難しく、「誤記するよりまし」という事でひらがなで表記する人もいる。

## 表記する方向
伝統的には日本語は「縦書き」で書かれた。文書は縦行に分かれ、各縦行は上から下に、縦行の間では右から左に書かれる。ある縦行の最下部まで読み進んだら、次は左隣の縦行の最上部に移動することになる。これは中国の文と同じ順序である。
現代の日本語は他の方法も採用している「横書き」と言われるもので、英語などのヨーロッパ諸語と同一の方法である。左から右に書かれた横向きの行が上から下に並んでいる。

## 初期の日本語表記系

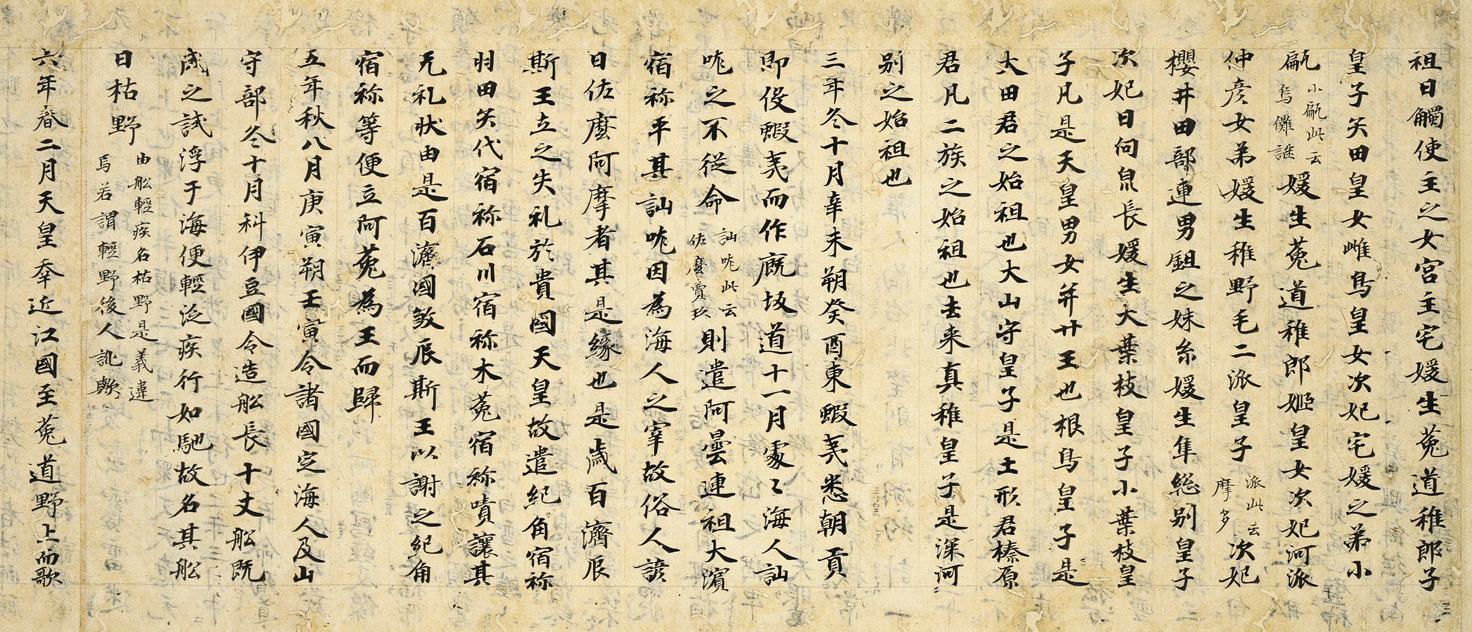
『日本書紀』　平安時代の写本。その構文や表記のありかたは、中国の古典文である「漢文」に則っている。

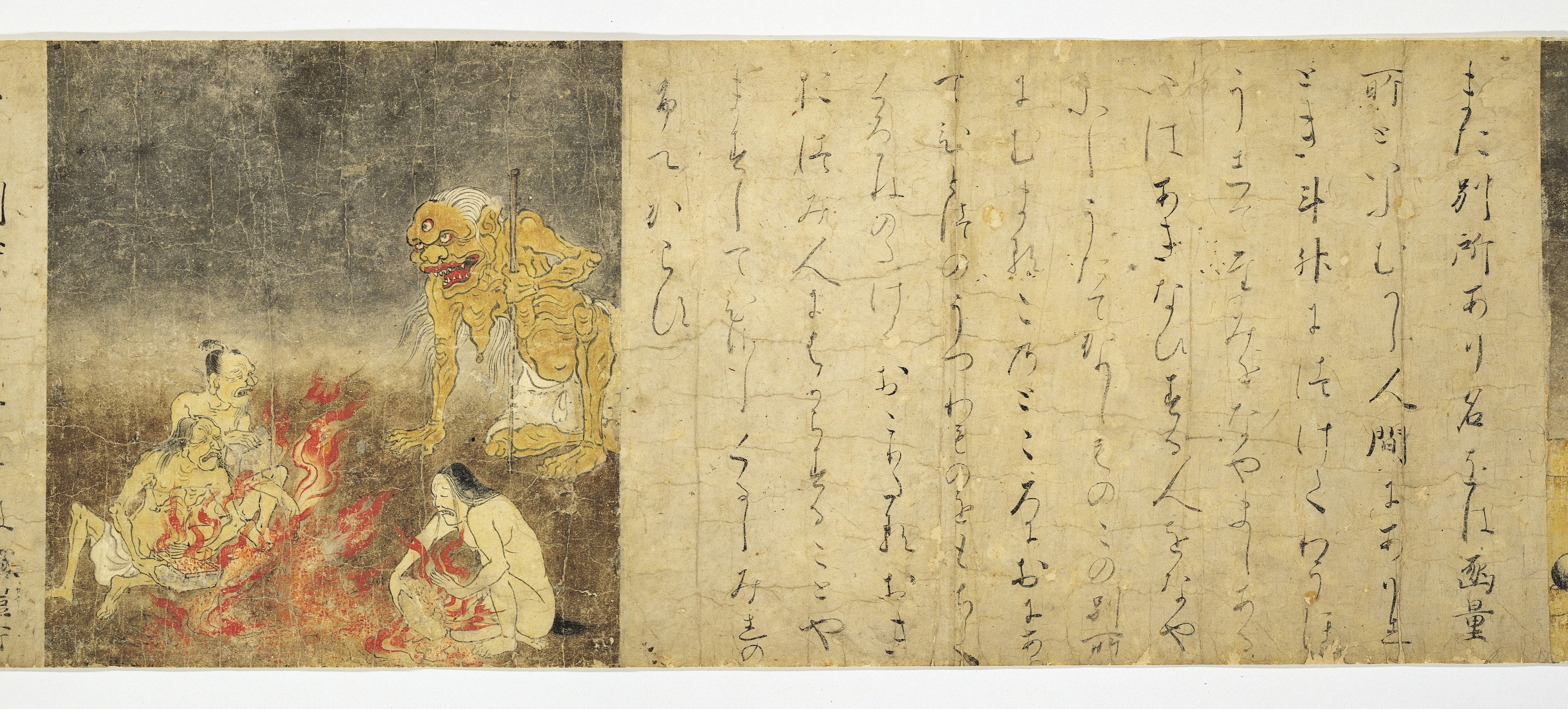
地獄草紙　平安時代末に成立したと見られる絵巻物。現代と余り変わらない字体の、漢字と仮名で書かれている。

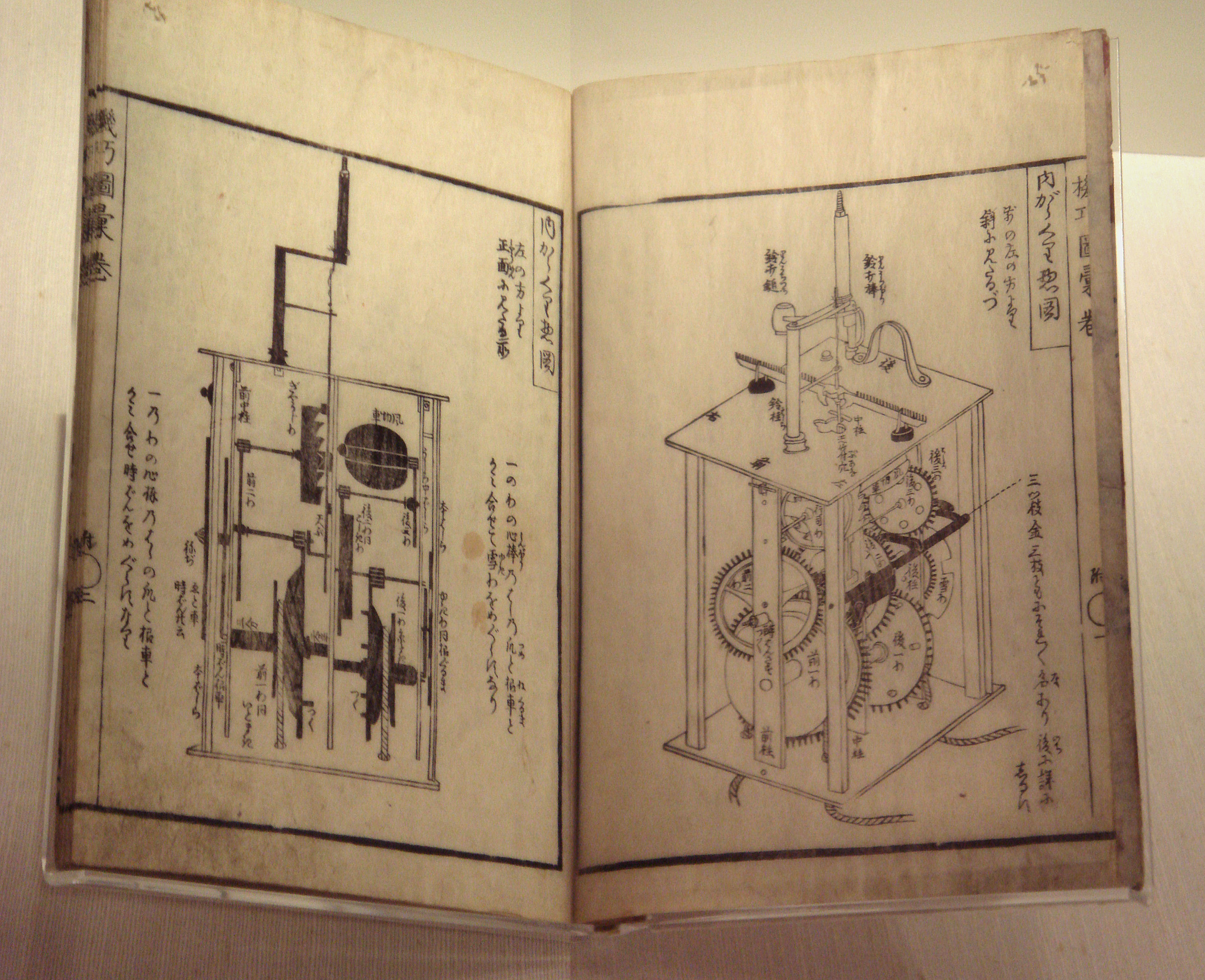
『機巧図彙』　寛政9年（1796年）に刊行された和時計やからくりについての図入り解説書。その文章は行書体の漢字にかなを交じえて記されている。

漢字以前にも文字があったとして神代文字と称するものがいくつか発表されたが、いずれも創作とみられる。たとえその様なものがあったとしても、書記の為の文字として体系づけられる前に、漢字の導入により霧散したものと見られる。
現在の日本語表記の源流は、中国の古典文語である漢文の書き方が伝えられた4世紀当たりにまで遡る。中国から伝わった漢字を前にして、日本人はとりあえず個々の漢字の意味を日本語に当てはめた。例えば「山」、「川」、「村」、「人」、「森」、「酒」などを意味する日本語として「やま」、「かは」、「むら」、「ひと」、「もり」、「さけ」という言葉を当てはめていった。和語に相当する意味を持つ漢字がない場合には、独自に漢字を創造している。峠（とうげ）、辻（つじ）、柊（ひいらぎ）、鰯（いわし）などで、これを国字という。その国独自の漢字は、中国文化の影響を受けた朝鮮半島やベトナムでも作られた。文化15年（1818年）以前に成立していた『国字考』（伴直方著）には、日本で作られた国字125字が収録されている。

### 借字と漢字文
しかし日本語の固有名詞を発音通りに書き記す場合には、漢字をそのまま使っても書き表すことが出来ない。その為に使われたのが借字（しゃくじ）である。これは漢字を表意文字ではなく表音文字として（中国音から音を得て）用いる。この借字は4500首あまりの和歌を収めた『万葉集』にも使われる表記なので「万葉仮名」とも呼ばれるが、別に『万葉集』に限った表記法というわけではない。この借字の字体を草書よりも崩したものから平仮名が、また漢籍や経典の読み下しを助ける為に横に付した符号のうち、発音記号として使った借字から片仮名が誕生した。
やがて章の構文も中国語に沿った「漢文」のものではなく、日本語の構文に沿って語を並べた文章が綴られるようになった。『古事記』の本文は漢字だけで記されているが「漢文」ではない「漢字文」である。借字による和語の文を交え、日本語の語順に従って記されている部分があるからである。又その本文冒頭には、
とあり、「あめつちはじめてひらけしとき…」とふつうには訓読されている部分であるが、「初」は「はじめて」でも「はじめに」でもどちらにも読める。実際にどう発音して読んだかというより、要はその文字を追っていけば内容を理解できるという文である。

## 仮名文字登場後の日本語体系

### 漢字かな交じり文の成立
文章を綴るための文字としての仮名（平仮名）の出現は、都が平城京から平安京に移って以後、すなわち平安時代に入ってからのことである。漢字に仮名を交えて書く「漢字かな交じり文」は、その当時すでに始まっている。当時の仮名の文も和語だけで記されていたわけではなく漢語も交えており、それはたいていの場合漢字で記すよう慣習づけられていたからである。また和語であっても文章を読み取りやすくするため、今のように漢字を当てて記すこともされていた。ただし和歌は漢語を使わずに詠み、また仮名だけで書くよう慣習づけられていた。その後、訓読文の影響も受けながら「漢字かな交じり文」は発達してゆく。
『伊勢物語』、『源氏物語』、『今昔物語』、『平家物語』、『方丈記』、『徒然草』、『奥の細道』、『雨月物語』など、日本古典文学の重要な作品は全て「漢字かな交じり文」で書かれており、現在まで1100年以上に渡って日本語の標準的な書き言葉となっている。

### 音読みと訓読み
一つの漢字には、複数の「音読み」（漢字音）と「訓読み」（和訓）があることが多い。まず音読みについては、日本に様々な時代の、様々な地域の中国語の発音が並行して伝えられたことにより、一つの漢字に複数の音読みが行われることになった。呉音、漢音、唐音といったものである。こうした現象は、特定の時代の特定の地域では通常一つの発音しか認めてこなかった中国や朝鮮半島など、他の漢字を受容した地域では、ほとんど観察されない。例えば「行」は二字熟語の「行列」では「ぎょう」であり、「銀行」では「こう」、「行灯」では「あん」である。一つの漢字「行」に「ぎょう」、「こう」、「あん」の三通りの音読みがあるのはそれぞれ「呉音」「漢音」「唐音」に対応している。
訓読みでは「山」や「人」のように、「やま」「ひと」というほぼ一種類の訓読みが伝わっているものもあるが、「行」は「ゆく」（または「いく」）ともまた「おこなう」とも読み、「主」という漢字では「おも」、「ぬし」、「あるじ」といった複数の訓読みが当てられているといった例があげられる。一つの漢字の持つ意味の広がりが複数の和語の概念にまたがっていることにより、複数の読みかたが生じた。逆に「取る」・「採る」・「捕る」などのように、一つの和語に複数の漢字が割り当てられる場合もある。

### 日本語としての漢語
日本語には語源を異にした多くの同義語がある。中国起源のものと日本起源のものとである。また、中国起源の単語はより厳密さが求められる説明的な文脈で用いられる傾向があり、これはヨーロッパ言語を用いる国や地域の人々がラテン語由来の単語をしばしば上流の証として用いるのと似ている。
近代では日本人が漢語を造語する例もあり、英語のphilosophy、ドイツ語のPhilosophieを指す用語として、明治時代の啓蒙家西周が、「哲学」と造語している。これらは和製漢語と呼ばれるもので、現在では漢語の本家である中国語圏に逆輸入されている例も多い。

### 漢字かな交じり文の意義
古い時代の日本に中国大陸より漢字と漢文が伝わり、その漢文を日本語として理解するために漢文訓読という方法が講じられた。現在の漢字かな交じり文はこの漢文訓読が源流のひとつになっている。その漢字かな交じり文に必要な仮名が世に現れる以前には、文の表記についていろいろな試みや工夫があった。
『万葉集』はその原文を見ればわかるように、本来全て漢字で記されており、基本としては詞書が「漢文」であり肝心の和歌は借字を用いた表記になっているが、その和歌のなかには今でいう「訓読み」を交えたものがある。その本文は見た目には漢字の羅列である。使われている漢字が借字なのか、または「訓読み」として読めばいいのかを区別するための手がかりは、韻文である和歌の五音や七音の音数律に拠ることになる。

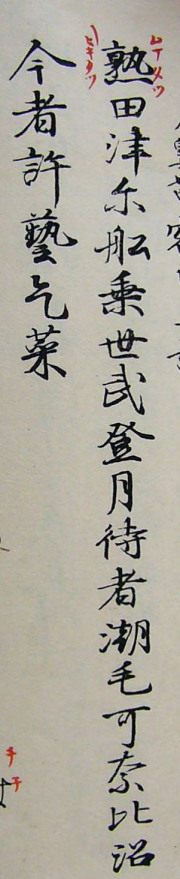
『万葉集』巻第一（元暦校本）より。

これは『万葉集』で「にきたつに　ふなのりせむと　つきまてば　しほもかなひぬ　いまはこぎいでな」と現在訓読されている和歌の原文である。この文では「熟田津」「舩（船）乗」「月待」「潮」「今」が訓読みで、それ以外が借字で記されているが、もしこの24字の漢字の羅列が和歌であることを前もって知らなければ、何が書いてあるのかわからないし、当然訓読みと借字の区別もつかない。和歌なら五七五七七と句が分かれているので、それに当てはめてみて何とか内容を読むことができる。しかし散文では五音や七音に語句を当てはめることは出来ないので、こころみに散文で借字に「訓読み」を交えた文を書いたとしても、はじめてそれを読まされる側にとっては、内容を読んで理解することは不可能に近い。そうした困難を避けるために作られたのが「宣命書き」である。これは漢字の語句の間に、助詞や送り仮名などを小さい借字で書き添えるという形式である。また『古事記』には文中に、「この文字は借字として読め」という意味の割注を付けて読ませる方法が見られる。
仮名（平仮名・片仮名）の登場は、そのような状況を一変させた。仮名は借字である漢字から作られたものであるが、もともとの漢字の字形を草書よりももっと崩したりまたは略したりすることによって、そこに漢字を加えても仮名と区別が出来るようになった。平安時代以降、仮名で記された文学作品が多く作られるようになるが、上でも述べたようにそれらはすべてを仮名で記していたわけではなく、ある程度漢語や漢字を交えて書くようになっていた。それができたのも漢字と仮名が見た目の上で区別できたからであり、これは漢字片仮名交じりの文の場合でも同様である。そして時代が下ると『平家物語』などのように、漢語を多用する漢文訓読ふうの文も綴られるようになった。
仮名の登場によって日本語の繊細な表現を記すことができるようになったといわれるが、漢字と仮名の区別が漢字かな交じり文の成立を可能にさせ、その漢字かな交じり文の発達が、明治以降の和製漢語を生む土壌を作った。漢字かな交じり文は現在でも日本語の表記体系のなかで重要な地位を占めている。

## 近現代の日本語体系

### 言文一致運動

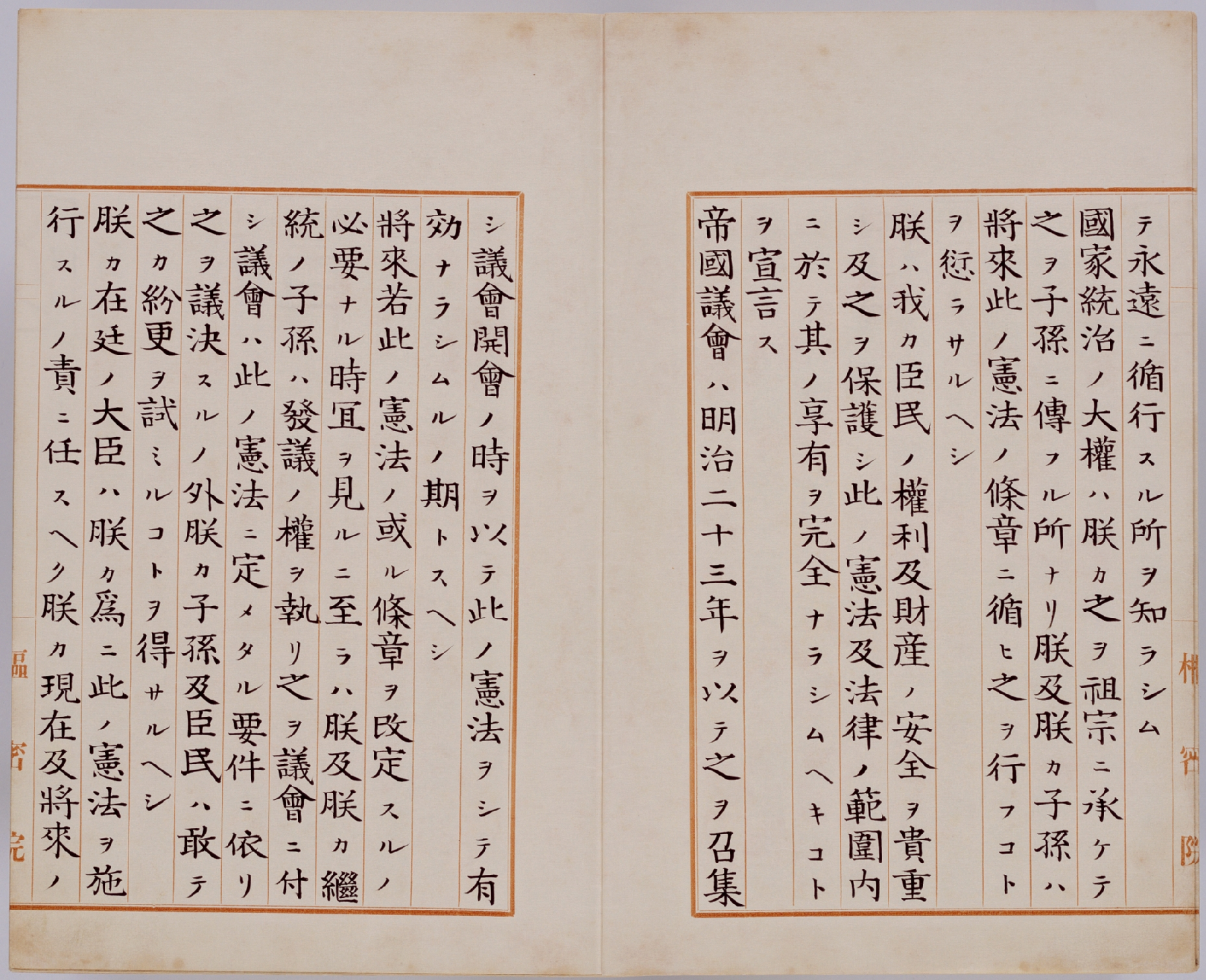
大日本帝国憲法「上諭」2頁目

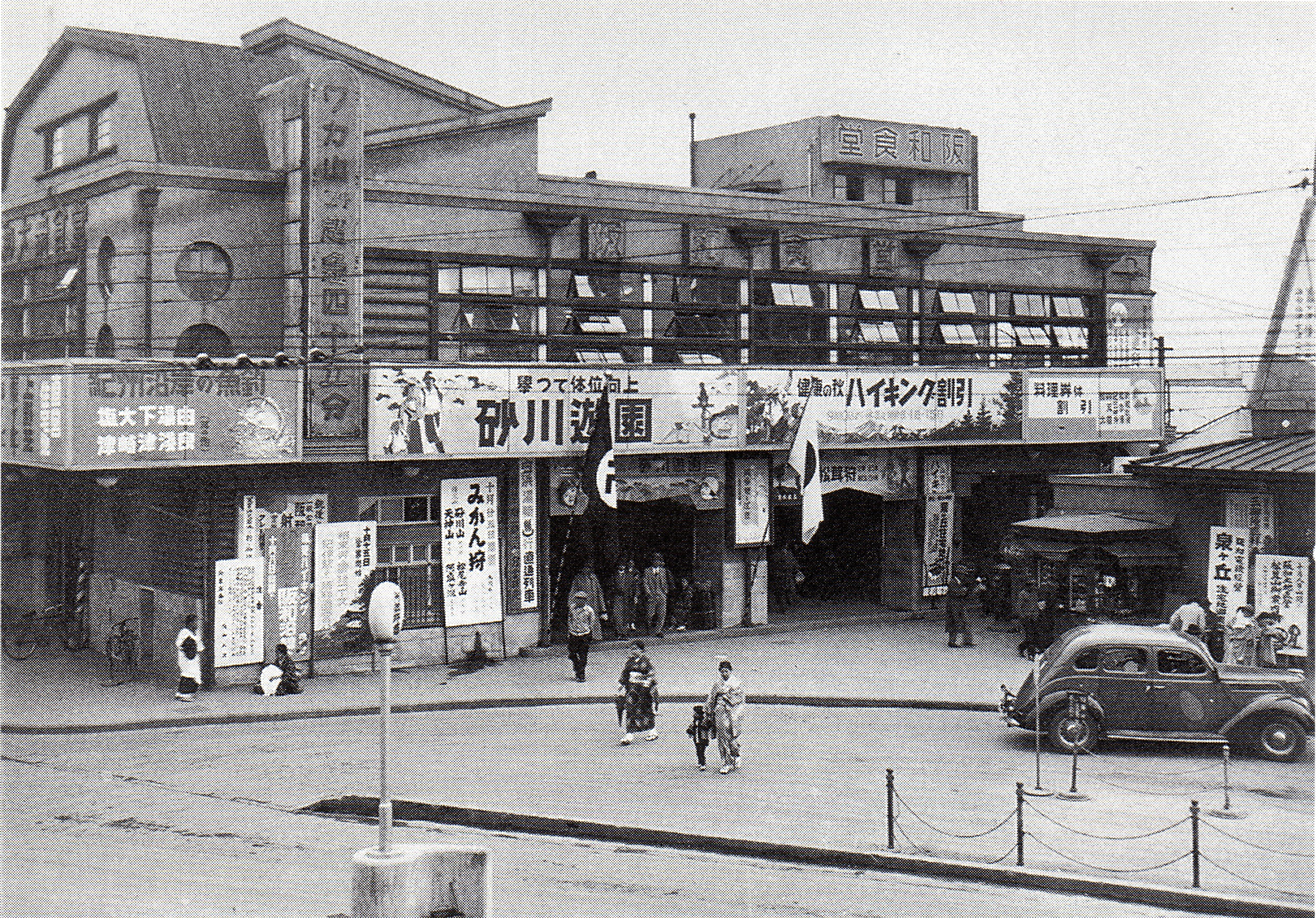
1938年10月頃の天王寺駅。左横書きが多いが一部に右横書きも残っている。

明治の大変革はしばらくの間、日本語の表記には影響を与えなかった。しかし教育制度の変化に伴い、大量の新語が現れ、また文字を読み書きできる国民が増加してくると言語そのものに変化が現れた。大量の新語は他の言語から持ち込まれたものもあれば、新しく作られたものもあった。
言文一致運動が起こると、歴史的ないし古典的な文体（文語体）にとってかわって口語体が広く用いられる様になった。日本語の書きづらさについて議論があり、1800年代の終わりには表記に用いる漢字の数を制限しようという意見が見られる様になった。
脱亜主義の影響で、漢字を廃止してカナまたはローマ字のみを用いるようにしようという主張も唱えられた。
西洋語風の句読点が用いられるようになったのもこの頃である（Twine, 1991）。

### 国語改革頓挫と復古主義
1900年に、文部省は日本語表記教育の改善を狙って3つの改革を行った。
- ひらがなの字体を標準化し、それ以外を変体仮名として排除しようとした。
- 漢字の字母数制限。初等教育では1200字に絞った。
- 実際の発音に合わなくなっていた漢語のかな表現（字音かな遣い）の改革

最初の2つは次第に広く受け入れられたが、最後の項目は保守層を中心に激しい反発を呼び、1908年に取り下げられることとなった（Seeley, 1991）。
1900年の改革が部分的に失敗したこととナショナリズムの勃興とが合わさり、日本語表記法の改良は進まなかった。漢字の制限については多くの要求があり、いくつかの新聞は自主的に漢字を減らして送り仮名を増やしたが、公的な支持はなく反対も多かった。

### 当用漢字時代

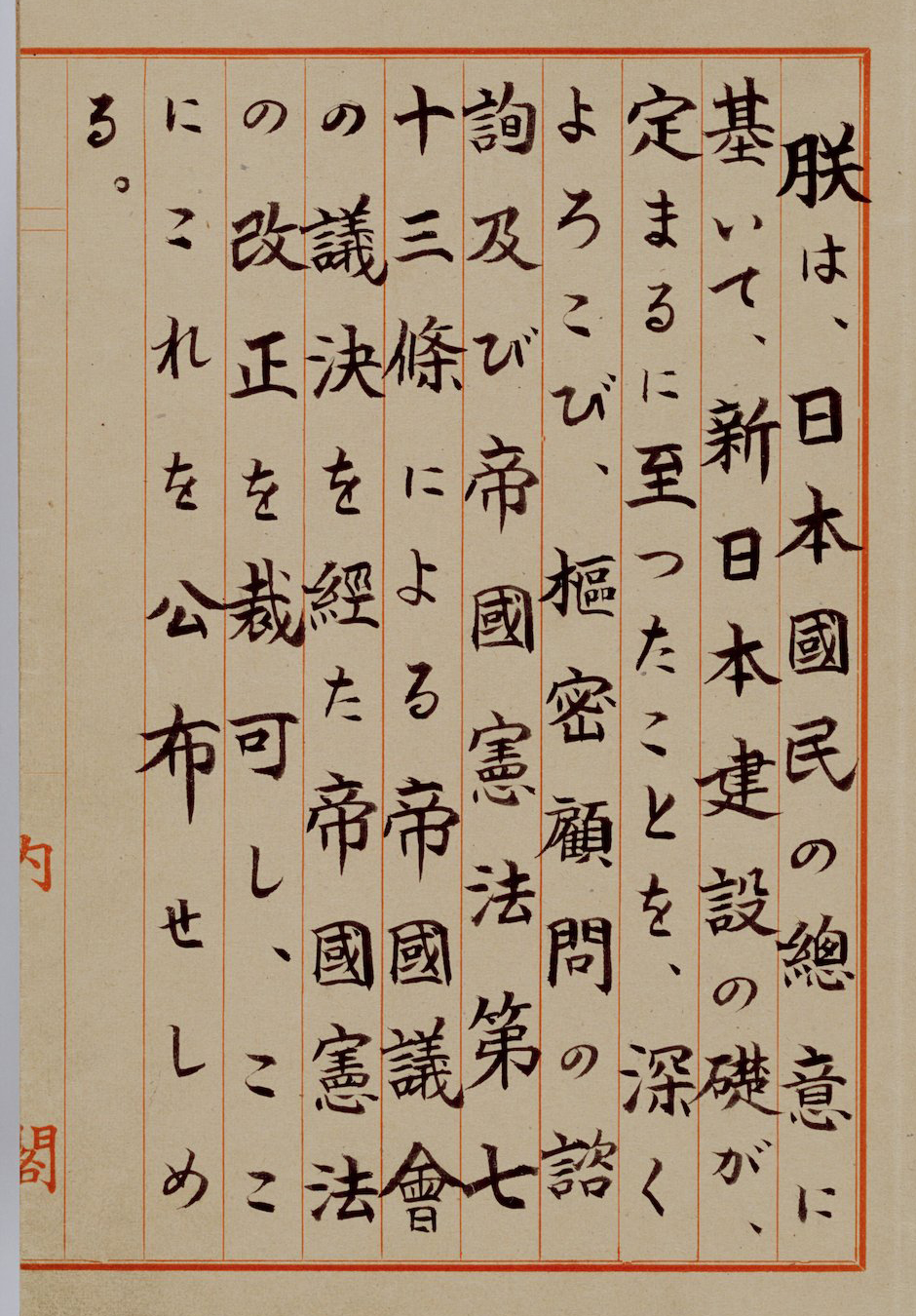
日本国憲法原本「上諭」（1ページ目）

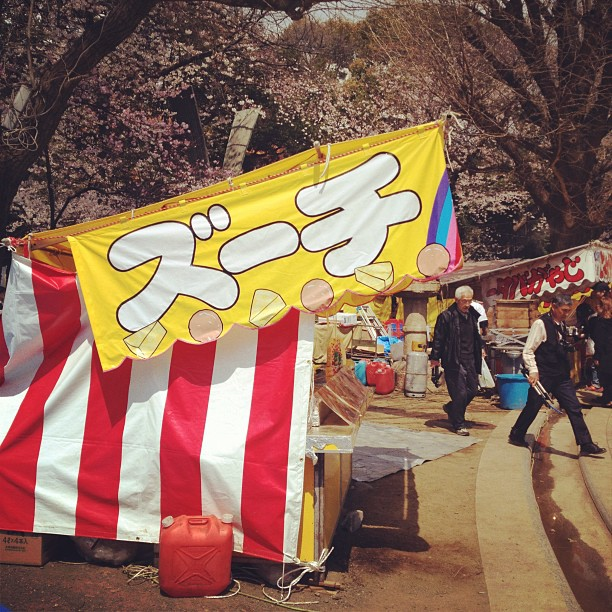
屋台の右側面 ズーチ（チーズ）

終戦直後、各界の著名人で結成された「国民の国語運動連盟」は国語改良を目指し活動し、新憲法の口語化を実現させた。保守主義者によって潰されていた国語審議会も復活して大きな改革が行われた。
大きな点は、
- 現代仮名遣いの全面的採用 （1946年）
- 新字体による当用漢字（1850字）の発布 （1946年）
- 教育漢字の統一書体発布 （1949年）
- 人名用漢字の発布 （1951年）

などである。
加えて、一見、右横書きに見える「一行一字の縦書き」（例えば東京駅の駅名標 「駅京東」）は殆ど姿を消し、左横書きに事実上一本化された。戦前から左横書きはある程度普及しており、終戦によって一度に置き換わったわけではなく、その速度が加速したとも言える。「縦書きと横書き」の項も参照。
しかし現在でも、商用車や船舶のような乗り物の側面で、左側面では左書き、右側面では右横書きが用いられることがある（トラックの左側面に「ウィキ商会」、右側面に「会商キィウ」と書くなど）。これは「進行方向から後ろ」へと読み方が方向付けられることによる純粋な右横書きと考えてよいものであるが、あくまで特殊な例である。
1948年に「日本語は漢字が多いために覚えるのが難しく、識字率が上がりにくいために民主化を遅らせている」という偏見から、GHQのジョン・ペルゼルによる発案で、日本語をローマ字表記にしようとする計画が起こされた。そして正確な識字率調査のため民間情報教育局は国字ローマ字論者の言語学者である柴田武に全国的な調査を指示した（統計処理は林知己夫が担当）。1948年8月、文部省教育研修所（現・国立教育政策研究所）により、15歳から64歳までの約1万7千人の老若男女を対象とした日本初の全国調査「日本人の読み書き能力調査」が実施されたが、その結果は漢字の読み書きができない者は2.1%にとどまり、日本人の識字率が非常に高いことが証明された。柴田はテスト後にペルゼルに呼び出され、「識字率が低い結果でないと困る」と遠回しに言われたが、柴田は「結果は曲げられない」と突っぱね、日本語のローマ字化は撤回された（漢字廃止論も参照）。この調査方法には、設問や地域による影響も指摘されている。日本の文化人の中にも、ローマ字表記を主張し試行する者がいたが、全かな表記と同様、漢字を表記しないと意味識別が困難であり、実用化されなかった。
独立を回復すると、「国語改革はGHQの愚民化政策だった」とする説が流れ反発を招いた。荒木万寿夫文部大臣は改革派を追放し1963年には国語審議会で、吉田富三が「国語は漢字かな交じり文をもって表記の正則とする。国語審議会はこの前提の下に、国語の改善を審議するものとする」という提案を行い、1965年には認められた。この吉田提案は「現状の姿が最も正しい形であり、漢字が多すぎる等というのは誤りである」と主張し、江戸時代以来の漢字廃止論はここで幕切れとなった。これが日本で漢字かな交じり文が公的に認められた最初である。韓国と北朝鮮は漢字混在表記を廃止してハングルとチョソングルに変更し、ベトナムも独立後に漢字を全廃してアルファベットを使ったクオック・グーに移行したが、日本では漢字文化に留まることとなった。

### 常用漢字時代
1978年に登場した東芝JW-10は、日本語の新しい時代を予見させるものだった。1981年、それまでの制限的な色合いが大幅に緩和され、当用漢字を元にしつつも、緩やかな目安である常用漢字1945字が内閣から告示され、当用漢字は廃止された。
戦後の日本語表記に関して、ごく簡略に言えば「名詞・用言の語幹を漢字で、用言の活用語尾・付属語をひらがなで表記する」という書き分けの原則が存在する（詳細は上記文字種の使い分けの項参照）。わかち書きを行わない日本語の表記では、この原則が語と語の切れ目を表示する機能を担っている。しかし公文書などは当用漢字、常用漢字のみをもって記述すべきとの方針が示され、新聞などもこれに倣ったため、交ぜ書き（例：拿捕→だ捕）や漢語の仮名表記（例：軋轢→あつれき）が頻繁に見られていたが、かえって読みづらい、見苦しい、文化破壊である、といった批判も根強く、徐々に減少している。
2004年には、法務省の手で人名用漢字が大量に追加された。

## 意味合いを伝える日本語表記系
他の言語では説明を追加したり単語自体を変更したりしなければならない情報でも、日本語の表記システムを用いれば同じ単語の表記を変えるだけで伝えることができる場合がある。例えば英語の「 I 」、ドイツ語の「 ich 」、ロシア語の「 Я 」に相当する「私」は男女兼用でフォーマルな文章にしばしば用いられる。ひらがなで書いた「わたし」は、口語的なニュアンスを帯びており優しい感じがするので、男女ともに気楽な場や、親しみやすさを表現したい場合に使用される。例えば、女性が日記や友人への手紙で用いるなどは、その典型である。
カタカナの「ワタシ」は通常はほとんど用いられず、あえて一人称を強調する時や、外国人が片言で話す雰囲気を出す場合に用いられることがある程度である。転写にすぎないローマ字の「watashi」は、出現することは滅多になく、言語学や暗号などなにかの意図を含める場合にしか出現しない。ただし言語学の場合で問題になっているのは単語の意味ではなく単語それ自体である。暗号の場合は表記を隠す意図による。
文体上の狙いで漢字の複合語を恣意的に読ませることもできる。例えば夏目漱石は短編『十五夜』の中で名詞の「接続」を動詞的に活用した「接続って」を「つながって」と読ませている。これは通常ならば「繋がって」「つながって」と書くものである。なお、このような複数の漢字を、それに意味的対応する日本語のかな読みする例は、「天皇」を「すめらみこと・すめろぎ」、「日本」を「やまと」と読ませるなど、古くから存在している。

## ローマ字転写
日本語をローマ字で転写する方法にはいくつかある。英語利用者向けに開発されたヘボン式は、実用的な標準の表記法として、日本国内の外ラテン文字圏で用いられている。訓令式はカナとの対応が良く日本語話者には学びやすい。文部省がこれを公式に支持しているが、学校教育以外で用いられることは稀である。国際規格としてISO 3602があり、他にも日本式、JSL、ワープロ式がある。
キリル文字、アラビア文字、デーヴァナーガリーによる転写もある。

## 文字の書体
日本語の表記に用いられる文字の主な書体として次のものがある。
- 楷書体
- 行書体
- 草書体
- 江戸文字各種
- 明朝体
- ゴシック体
- ポップ書体